# Sant Martí (metrostation)
Sant Martí is een station aan Lijn 2 van de metro van Barcelona en is in 1997 geopend. Dit station ligt onder de Carrer de Guipúscoa, tussen Carrer Agricultura en Carrer Cantàbria en heeft aan beide zijden ingangen. Het station wordt aangedaan door Lijn 2 van de metro van Barcelona. Het station is genoemd naar de wijk die voor het grootste deel ten zuiden van dit station ligt, Sant Martí.